# کونا گریل
کونا گریل (انگلیسی: Kona Grill) شرکت رستوران‌های زنجیره‌ای آمریکایی است، که در سال ۱۹۹۸ تأسیس شد.